# 184º Reggimento artiglieria "Nembo"
Il 184º Reggimento artiglieria "Nembo" è stato un reggimento di artiglieria del Regio Esercito e dell'Esercito italiano.

## Storia

### Seconda guerra mondiale
Costituito il 15 settembre 1942 a Pisa e inquadrato nella 184ª Divisione paracadutisti "Nembo", partecipò all'intero ciclo operativo della divisione dalla Sardegna e poi in terraferma durante la guerra di liberazione italiana, distinguendosi, in particolare, nella battaglia per la liberazione di Filottrano nell'estate del 1944. Quell'anno fu denominato Reggimento artiglieria "Folgore".

### Dopoguerra
Nell'Esercito italiano fu ridenominato dal 1948 come 184º Reggimento artiglieria pesante, e fu sciolto il 1º luglio 1953 per contribuire a costituire il 5º Reggimento artiglieria da montagna.
Fu ricostituito il 1º gennaio 1976 come 184º Gruppo artiglieria pesante campale semovente "Filottrano" per la Divisione meccanizzata "Folgore", passando poi nel 1991 alle dipendenze della Brigata meccanizzata "Gorizia".
Ridenominato 184º Reggimento artiglieria semovente "Nembo" nel 1993, fu soppresso il 30 ottobre 1996.

## Ordine di battaglia
1942
- Comando
- Reparto comando
- I gruppo da 47/32
- II gruppo da 47/32
- III gruppo da 47/32

## Comandanti
1942 - 1943
- Tenente colonnello Antonio Accili
- Tenente colonnello Alfonso Madia
- Tenente colonnello Leandro Giaccone